# Барановский, Евгений Николаевич
Барановский, Евгений Николаевич (2(15) марта 1907, Оренбург — 1981) — советский балетмейстер, художник театра, иллюстратор, плакатист. Заслуженный деятель искусств Узбекской ССР (1955).

## Биография
Учился в цирковой школе, сценическую деятельность начал в цирке в качестве акробата, пантомимиста, исполнителя характерных танцев.
В начале 1920-х годов Барановский живёт в Оренбурге, где встречается с художником Александром Николаевым (Усто Мумином).
Вот как об этом пишет искусствовед Римма Еремян:
В биографии А. Николаева есть примечательный факт: остановка в Оренбурге, вызванная необходимостью сойти с поезда из-за начавшегося у него тифа. В Оренбурге с ним были Ф. Лихолетов, С. Солдатов, Е. Барановский. Позже Барановский повторит «движение на Юг» А. Николаева переехав в Узбекистан.
С 1929 учился у балерины и балетного педагога Е. К. Обуховой, работал как характерный танцовщик в Ташкентском театре им. Свердлова. Изучал узбекские народные танцы под руководством У. А. Камилова, М. Тургунбаевой.
В период с 1929 по 1936 — артист Театра оперы и балета в Ташкенте. Исполнял характерные партии: Шут («Лебединое озеро»), Кочегар («Красный цветок») и др. В эти же годы начал балетмейстерскую деятельность — ставил танцы для концертного исполнения.
В 1951 году награждён орденом «Знак Почёта».

## Балеты
С 1939 года — балетмейстер Театра оперы и балета им. Навои (Ташкент) Поставил балеты в этом театре:
- «Сердце гор» Баланчивадзе (1940)
- «Гуляндом» Брусиловского (1940) Либретто Уйгуна, Тамары Ханум и М. Яновского. Дирижер — П. Иноятов. Постановка — Е. Н. Барановский.
- «Акбиляк» Василенко (1946) (народные танцы в постановке М. Тургунбаевой и Е. Барановского)
- «Волк и семеро козлят», детская опера. Дирижер — Г. А. Дониях. Постановка — Ф. А. Ковалев. Хормейстер — М. Д. Приселков. Художник — А. Б. Дулевский. Балетмейстер — Е. Н. Барановский. — Ташкент, 1949.
- «Кёроглы», У. Гаджибеков опера в 5-ти действиях. Либретто Х. Гуляма и Б. Иноятова. Ташкент, 1950.
- «Балерина» Г. А. Мушеля (на либретто Барановского, 1952).
- «Алмаст», Музыка А. А. Спендиарова. опера в 4-х действиях. Дирижер — Т. Садыков. Постановка — С. У. Мухамедов. (1953).

Барановский внёс значительный вклад в развитие узбекской хореографии. В 1955 году присвоено звание Заслуженного деятеля искусств Узбекской ССР (1955).
Начиная с 1949 года Барановский — главный балетмейстер Узбекской государственной филармонии, а с 1956 года Театра им. Мукими (Ташкент).
Постановщик и автор костюмов для эстрадных танцев — «Рыбак», «Белое золото», «Мирзачуль», «Шут», «Хлопковод», «Тилля-Дойра», «Мевлюда-хан — жена Афанди», «Олененок», исполнявшиеся на молодёжных международных фестивалях.
Принимал участие во Всесоюзном фестивале детских кукольных театров в Ташкенте со спектаклем «Алдар Косе» (Режиссер Талипов Н., художник Барановский Е.).

## Плакатист
По воспоминаниям художника Георгия Карлова, Барановский работал над агитационными плакатами вместе с художниками В. Кайдаловым, К. Чепраковым, С. Мальтом, В. Рождественскиим. Плакаты Барановского печатались ташкентским издательствами «Уздавнашр» и Учпедгиз УзССР:
- «Сельское хозяйство в Узбекистане» (1933)
- «Ленин умер, но жив ленинизм!» (1935)
- «Пионеры и школьники! Принимайте активное участие в сборе урожая. Этим вы поможете Красной Армии в победе над врагом» (1941) Ташкент: Учпедгиз УзССР.
- «Да здравствует 30-летие Советской Армии!» (1948)
- «Хлопчатник» (1949)

## Книги
Иллюстрировал и оформлял книги для детей на узбекском языке:
- Фазиль Юлдаш. Сладкое и сахарное: Рисунки Барановского.— Ташкент: Уздавнашр, 1946.— 88 с 10 000 экз. (На узбекском языке).[5]
- Дияр Зафар. Стихотворение о садовнике: [Для маленьких детей] / Художник Барановский.— Ташкент: Уздавнашр, 1947.— 7 с., ил. 20 000 экз. (На узбекском языке).
- Два сундука: Сказки. Для маленьких детей / Перечитываем для детей: Рисунки Барановского.— Ташкент: Уздавнашр, 1945 — 27 с., ил.— 3 л. 5000 экз. (На узбекском языке).
- Олимжон Хамид. Семург; Ойгуль и Бахтиёр: Сказки. Для детей старшего возраста / Рисунки Барановского.— Ташкент: Уздавнашр, 1946.— 63 с., ил.— 3 л. 10 000 экз. (На узбекском языке).
- Токой А. Сказка о козле и овце: для 10-летнего ребенка / С. Переводчик: Жура; Рисунки Барановского.— Ташкент: Уздавнашр, 1945.— 14 с., 5000 экз. (На узбекском языке).[5]

## Выставки
Участвовал в Выставке книжной графики Узбекистана состоявшейся в 1950 году в городе Ташкенте (УзССР), в Государственной библиотеке имени Алишера Навои. В выставке участвовали 24 художника, экспонировано 278 произведений.
18 марта 1959 года награждён Орденом «Знак Почёта»
По его эскизам в московском издательстве «Планета» в 1975 году издавались поздравительные и Новогодние открытки.
Плакаты Е. Н. Барановского находятся в Российской государственной библиотеке (РГБ), Национальной парламентской библиотеке Грузии.